# Агарди
Агарди́ (рос. Агарды, башк. Ағарҙы) — село у складі Благоварського району Башкортостану, Росія. Входить до складу Танівської сільської ради.
Населення — 221 особа (2010; 248 в 2002).
Національний склад:
- башкири — 92 %